# Anolis higuey
Anolis higuey (східний кремезний аноліс) — вид ігуаноподібних ящірок родини анолісових (Dactyloidae). Ендемік Домініканської Республіки. Описаний у 2019 році.

## Поширення і екологія
Східні кремезні аноліси мешкають в горах Східного хребта на сході острова Гаїті. Вони живуть в тропічних лісах, на висоті до 290 м над рівнем моря.